# Marzena Wróbel
Marzena Dorota Wróbel z domu Zacharska (ur. 15 października 1963 w Radomiu) – polska nauczycielka i polityk, posłanka na Sejm V, VI i VII kadencji.

## Życiorys
W 1988 ukończyła studia na Wydziale Nauk Humanistycznych i Filologii Polskiej Katolickiego Uniwersytetu Lubelskiego, a w 1999 także studia podyplomowe z zakresu zarządzania placówką edukacyjną w Bałtyckiej Wyższej Szkole Humanistycznej. Na początku kariery zawodowej pracowała jako polonistka w Szkole Podstawowej nr 24 w Radomiu oraz Zespole Szkół Elektronicznych w tym mieście. Od 1998 do 2005 pełniła funkcję dyrektora Ośrodka Doskonalenia Nauczycieli w tym mieście.
Należała do Ruchu Społecznego AWS. W wyborach parlamentarnych w 2001 bezskutecznie kandydowała do Sejmu z listy Akcji Wyborczej Solidarność Prawicy. Od 1998 zasiadała w radomskiej radzie miejskiej. W 1998 została radną z listy AWS, a w 2002 z listy komitetu Prawy Radom. W 2004 wstąpiła do Prawa i Sprawiedliwości. W wyborach w 2005 z ramienia tej partii została wybrana na posłankę V kadencji w okręgu radomskim. W kwietniu 2007 deklarowała możliwość przejścia do Prawicy Rzeczypospolitej, jednak pozostała w dotychczasowej partii. W wyborach parlamentarnych w 2007 po raz drugi uzyskała mandat poselski, otrzymując 13 159 głosów. W wyborach w 2011 z powodzeniem ubiegała się o reelekcję, dostała 11 738 głosów. W Sejmie VII kadencji przystąpiła do klubu parlamentarnego Solidarna Polska (w związku z tym została usunięta z PiS). W 2012 współtworzyła partię o tej nazwie. W 2014 opuściła ugrupowanie. W tym samym roku kandydowała na prezydenta Radomia z ramienia stowarzyszenia Radomianie Razem, zajmując 4. miejsce spośród 8 kandydatów. W wyborach parlamentarnych w 2015 wystartowała jako niezależna kandydatka do Senatu, zajmując 4. miejsce spośród 6 kandydatów w okręgu. W 2018, także bez powodzenia, kandydowała na radną Radomia z listy Kukiz’15.